# District Prikoebanski
District Prikoebanski (Russisch: Прикуба́нский райо́н) is een district in het noordoosten van de Russische autonome deelrepubliek Karatsjaj-Tsjerkessië. Het district heeft een oppervlakte van 960 vierkante kilometer en een inwonertal van 29.343 in 2010. Het administratieve centrum bevindt zich in Kavkazski.
Bestuurlijk centrum: Tsjerkessk

Steden: Karatsjajevsk · Oest-Dzjegoeta · Teberda

Districten: Abazinski · Adyge-Chablski · Chabezski · Karatsjajevski · Malokaratsjajevski · Nogajski · Oeroepski · Oest-Djegoetinski · Prikoebanski · Zelentsjoekski